# Los Extravagantes
Los Extravagantes va ser una capella de música espanyola activa en Granada (Espanya) entre els segles XVII i XVIII i ressorgida breument en la mateixa ciutat a la fi del segle xx.

## La capella històrica

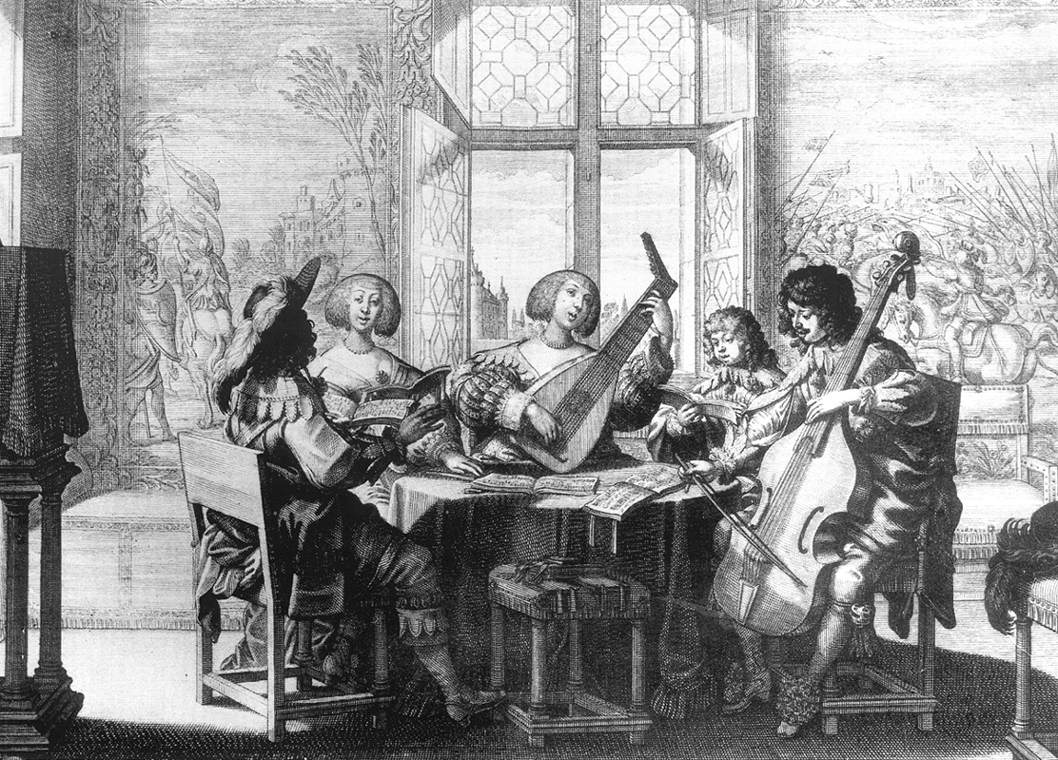
Músics en 1635, segons Abraham Bosse

De la curiosa i llegendària capella de música Los Extravagantes es comença a tenir notícia mitjançant diferents documents i cròniques de Granada datades a partir de l'any 1633. Pel que es desprèn d'aquesta documentació, es tractava d'un conjunt de músics que exercia la seva professió de manera independent a les institucions (ja fossin de signe aristocràtic o eclesiàstic) que habitualment comptaven en el seu si amb una capella de música estable. Amb l'ús actual del vocable, el nom d'aquesta capella podria semblar estrambòtic per a un conjunt que exercia una tasca d'aquestes característiques. Tanmateix ofereix una idea bastant clara de les funcions abans esmentades, car ha de ser considerat precisament en la seva accepció literal, d'acord amb el seu origen etimològic (d'extra-vagare, «discórrer al marge»). En la pràctica, aquests músics treballaven, sense un suport estable, fora de la disciplina eclesial o nobiliària i eren contractats per a actuar en les festivitats profanes o litúrgiques on fossin necessaris, de manera semblant al que avui seria un conjunt d'intèrprets autònoms i tractant-se, en definitiva, d'una capella de música privada.
El llegendari mestre Diego de Pontac (1603-1654) fa, en la seva autobiogràfica ressenya de 1633, conservada sota el títol de Discurso del maestro Pontac (Granada, 1633), una relació dels deixebles que ha tingut a Saragossa, Madrid, Salamanca i Granada, i ve a citar entre ells al «maestro Luys Garay en los estravagantes de Granada» [sic], d'on es dedueix que aquest va estar, en el moment de la redacció del Discurso, al capdavant d'aquesta capella. Aquest músic va ser, així mateix, successor de Pontac com a mestre en la capella de la Catedral de Granada. Per raons que avui encara no estan aclarides documentalment, Los Extravagantes van passar a acomodar-se posteriorment com a capella de música resident en la col·legiata del Salvador del Albaicín fins que el 1725, desapareguts en la seva majoria els membres primitius i perduda la seva idiosincràsia, van acabar per cedir també el seu nom d'origen per a passar a ser, en endavant, la Capilla de Música del Salvador.

## Ressorgiment en el segle XX

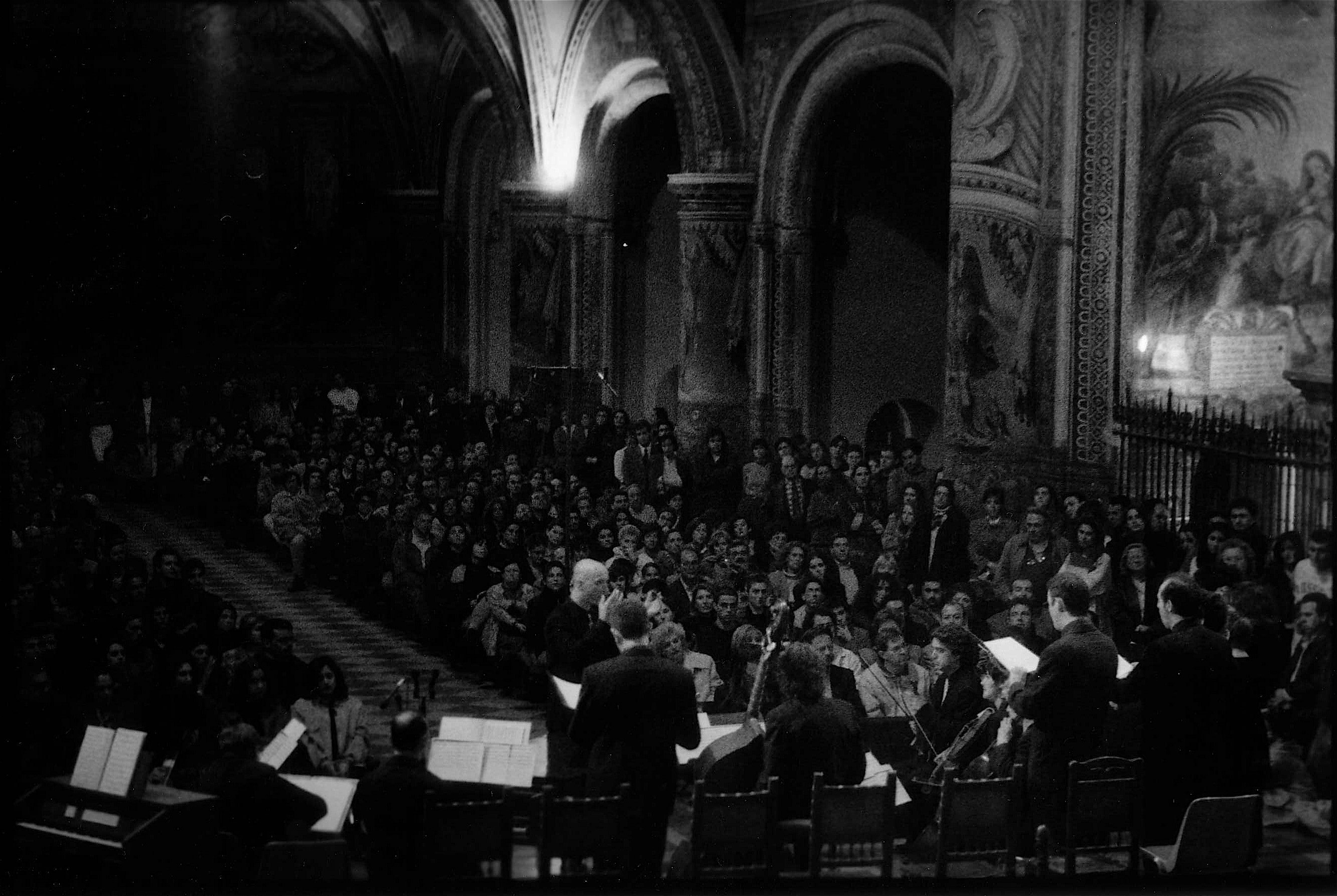
Los Extravagantes en 1998 dirigits per Juan Luis Martínez.

A la mateixa ciutat que va albergar la dissolta capella musical sorgeix, a la fi de S. XX, una altra capella que, inspirada per l'anterior, rep el mateix nom i aborda unes funcions i un repertori que hagués estat continuació del de la capella primigènia si les activitats d'aquesta no haguessin cessat el 1725. Los Extravagantes del segle XX recuperen, impulsats per l'afany investigador de músics pertanyents a l'Orquestra Ciutat de Granada, obres paradigmàtiques del barroc i el classicisme espanyol, amb especial atenció al conservat en arxius de diferents capelles andaluses. Així mateix, l'escassetat de literatura merament orquestral en l'àmbit peninsular de l'època, impel·leix a aquests músics a l'orquestració de diferents peces escrites originalment per a tecla. En menor mesura, la capella va abordar el repertori barroc europeu. El seu concert de presentació el gener de 1996 es va realitzar a l'Església del Salvador, just on 270 anys abans es dissolvia la capella original. Al llarg de la seva activitat, alguns concerts van suposar una fita en la recuperació musical d'autors oblidats del barroc andalús. Així, amb el patrocini de Caja Sur van reposar en 1997 el Miserere a siete coros del mestre de capella Agustín Contreras en la Catedral de Còrdova. En 1998 van obrir el IV Ciclo de Música Antigua organitzat per l'antiga Caja General de ahorros de Granada amb un concert dedicat íntegrament a rescatar l'obra i la figura d'Antonio Cavallero. Fins a la seva dissolució en 2004, la capella va comptar amb la participació solista de les tiples María Nogueras, Mercedes Frías, Estrella Estévez i Mariola Cantarero, el tenor Sergio Merino i el baríton Josep Miquel Ramon. Diferents agrupacions corals van col·laborar amb aquest conjunt, al capdavant del qual es van posar els directors Juan Luis Martínez i Pablo Heras Casado.
Si bé no van arribar a produir cap enregistrament discogràfic, sí que van realitzar registres per a Canal Sur TV i Radio Nacional de España.